# Eu Sei que Vou Te Amar (canção)
Eu sei que vou te amar é uma canção de Vinicius de Moraes e Tom Jobim. É considerada a 24ª melhor música brasileira pela revista Rolling Stone Brasil. Composta no ano de 1958 foi regravada em 1959 na voz de Maysa Matarazzo mantendo o ritmo e todos os arranjos originais, porém ganhando grande intensificação sentimental e tom de voz ímpar, de uma das mais célebres cantoras brasileiras.
Em 2014 a canção entra para a trilha sonora como tema de abertura da telenovela Em Família da Rede Globo interpretada por Ana Carolina.